# Хоккей на траве на летних Олимпийских играх 2012 — квалификация
В соревнованиях по хоккею на траве на летних Олимпийских играх 2012 будут участвовать 12 мужских и женских команд, которые будут отбираться по результатов различных отборочных турнирах.

## Мужчины

### Квалифицированные команды
| Турнир                      | Дата                          | Место проведения | Места | Команды                     |
| --------------------------- | ----------------------------- | ---------------- | ----- | --------------------------- |
| Принимающая страна          | —                             | —                | 1     | Великобритания              |
| Азиатские игры 2010         | 15 ноября — 25 ноября 2010    | Гуанчжоу         | 1     | Пакистан                    |
| Панамериканские игры 2011   | 16 октября — 26 октября 2011  | Гвадалахара      | 1     | Аргентина                   |
| Отборочный турнир Африки    | 3 сентября — 11 сентября 2011 | Булавайо         | 1     | —                           |
| Чемпионат Европы 2011       | 20 августа — 28 августа 2011  | Мёнхенгладбах    | 3     | Бельгия Германия Нидерланды |
| Кубок Океании 2011          | 6 октября — 9 октября 2011    | Хобарт           | 2     | Австралия Новая Зеландия    |
| 1-й квалификационный турнир | 18 февраля — 26 февраля 2012  | Нью-Дели         | 1     | Индия                       |
| 2-й квалификационный турнир | 10 марта — 18 марта 2012      | Дублин           | 1     | Республика Корея            |
| 3-й квалификационный турнир | 25 апреля — 6 мая 2012        | Какамигахара     | 1     | ЮАР                         |
| Приглашённая страна         |                               |                  | 1     | Испания                     |
| Всего                       |                               |                  | 12    |                             |

## Женщины

### Квалифицированные команды
| Турнир                      | Дата                          | Место проведения | Места | Команды                  |
| --------------------------- | ----------------------------- | ---------------- | ----- | ------------------------ |
| Принимающая страна          | —                             | —                | 1     | Великобритания           |
| Азиатские игры 2010         | 13 ноября — 24 ноября 2010    | Гуанчжоу         | 2     | Китай Республика Корея   |
| Панамериканские игры 2011   | 16 октября — 25 октября 2011  | Гвадалахара      | 1     | США                      |
| Отборочный турнир Африки    | 3 сентября — 11 сентября 2011 | Булавайо         | 1     | —                        |
| Чемпионат Европы 2011       | 20 августа — 28 августа 2011  | Мёнхенгладбах    | 2     | Германия Нидерланды      |
| Чемпионат Океании 2011      | 6 октября — 9 октября 2011    | Хобарт           | 2     | Австралия Новая Зеландия |
| 1-й квалификационный турнир | 18 февраля — 25 февраля 2012  | Нью-Дели         | 1     | ЮАР                      |
| 2-й квалификационный турнир | 10 марта — 18 марта 2012      | Контих           | 1     | Бельгия                  |
| 3-й квалификационный турнир | 25 апреля — 6 мая 2012        | Какамигахара     | 1     | Япония                   |
| Приглашённая страна         |                               |                  | 1     | Аргентина                |
| Всего                       |                               |                  | 12    |                          |